# Bundespostflagge

Dienstflagge der Deutschen Bundespost, 3:5,

Zum Vergleich: Die Bundesdienstflagge

Die Bundespostflagge war vom 7. Juni 1950 bis zum 31. Dezember 1994 eine eigenständige Bundesdienstflagge, deren Verwendung ausschließlich der Deutschen Bundespost und dem übergeordneten Bundesministerium erlaubt war.
Durch die Umwandlung im Rahmen der Postreform von einer Bundesbehörde in drei eigenständige Aktiengesellschaften (Deutsche Post AG, Deutsche Postbank AG und Deutsche Telekom AG) wurde die Bundespostflagge abgeschafft.

## Beschreibung
Die Bundespostflagge wurde von der 1919 eingeführten Reichspostflagge abgeleitet und hatte die Querstreifen wie die Bundesflagge in Schwarz-Rot-Gold. In der Mitte des breiteren roten Querstreifens ein goldfarbenes Posthorn mit goldfarbener Schnur, zwei goldfarbenen Quasten und vier goldfarbenen Strahlenblitzen, das Mundstück nach der Stange gewendet. Das Breitenverhältnis der Streifen ist 4:7:4, das Verhältnis der Höhe zur Länge des Flaggentuches ist 3:5 (Anordnung über die deutschen Flaggen vom 7. Juni 1950; BGBl. I: 205).
Als Flaggentuch war reinwollenes hartes Kammgarn vorgeschrieben. Die Färbung sollte die höchstmögliche Echtheit (Licht-, Wasser- und Reibechtheit) aufweisen. Das Posthorn war bei Hiss- und Aushängeflaggen kräftig im Druckverfahren anzubringen.

## Ausführungen der Bundespostflagge

### Hiss- und Aushängeflaggen
Es wurden Hissflaggen in dreizehn verschiedenen Größen verwendet, wobei immer das Verhältnis drei zu fünf einzuhalten war. Bei Aushängeflaggen waren die Längen nicht genormt, die Breiten entsprachen den Höhen von Hissflaggen.

Dienstflagge der Deutschen Bundespost, 3:5,
Aushängeflagge der Deutschen Bundespost, 2:1,
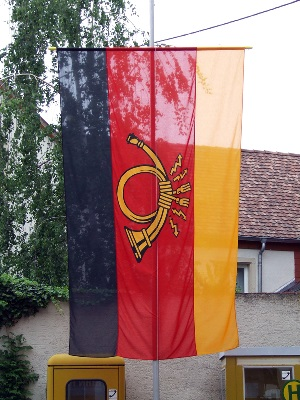
Bundespostbanner vor dem Postmuseum Rheinhessen

### Dienstfahrzeuge
Für Flaggen an Dienstfahrzeugen gab es drei Ausführungen in verschiedenen Größen. Das Posthorn wurde aus Naturseide als Stickerei ausgeführt.

Flagge an Dienstkraftwagen des Bundesministers für das Post- und Fernmeldewesen, 25 cm × 25 cm,
Flagge an Dienstkraftwagen des Staatssekretärs im Bundesministerium für das Post- und Fernmeldewesen, 18 cm × 25 cm,
Flagge am Dienstkraftwagen der Präsidenten der OPD, des PTZ und FTZ, 15 cm × 25 cm,

### Postsignalflagge für Seeschiffe
Deutsche See- und Handelsschiffe führten neben der Handelsflagge die Postsignalflagge als Stander, solange sie Post an Bord hatten. Die Postsignalflagge durfte auch gehisst werden, wenn sich auf einer Fähre ein Postfahrzeug befand. Durch die Postsignalflagge für Seeschiffe sollte eine bevorzugte Abfertigung der Post transportierenden Schiffe erreicht werden. Die Postsignalflagge für Seeschiffe wurde am 26. September 1990 außer Kraft gesetzt, da immer weniger Post per Schiff transportiert wurde und zudem eine bevorzugte Abfertigung bei Containerschiffen gar nicht mehr möglich war.

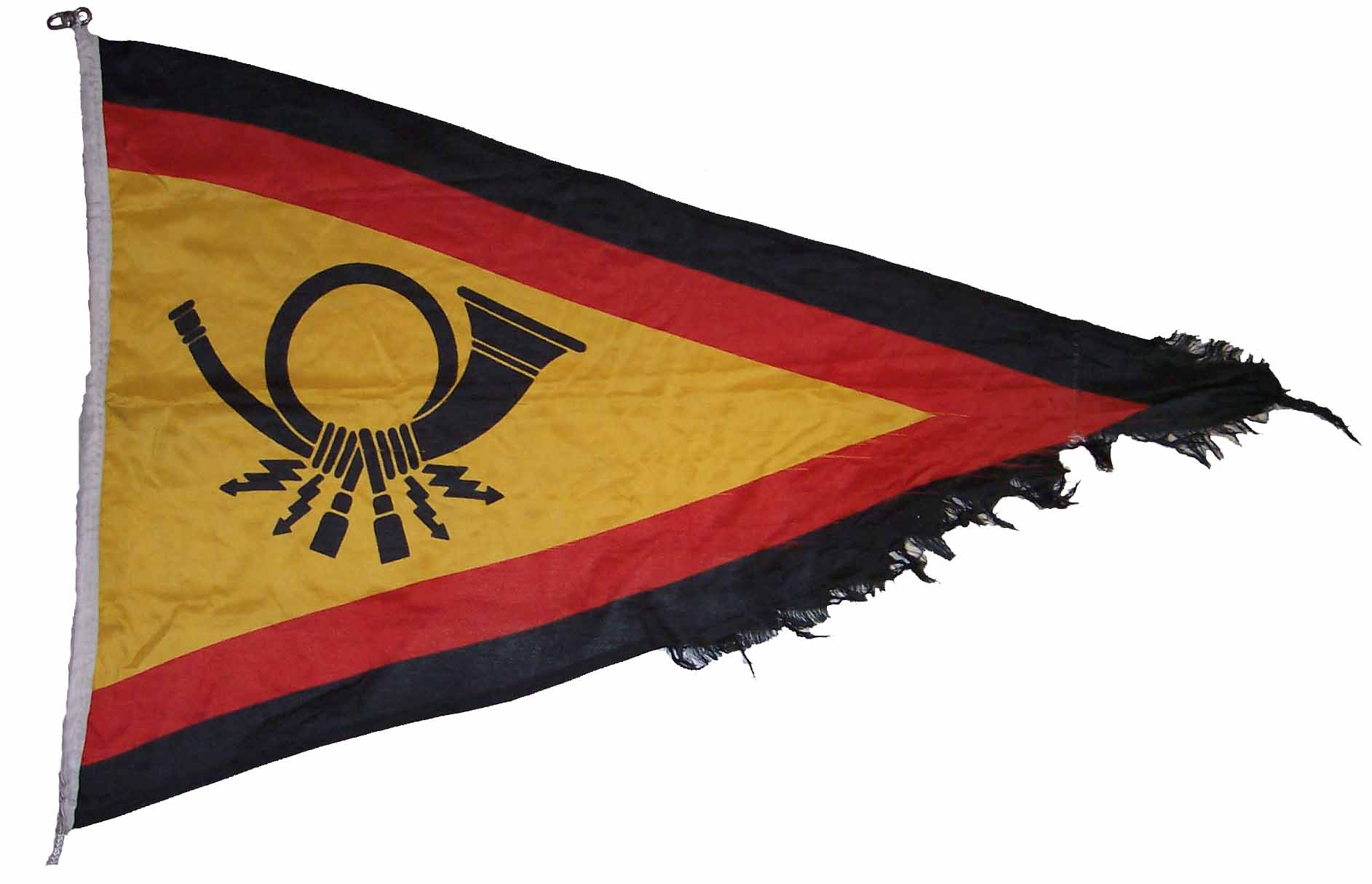
Postsignalflagge für Seeschiffe (Postschiffe) (Original)
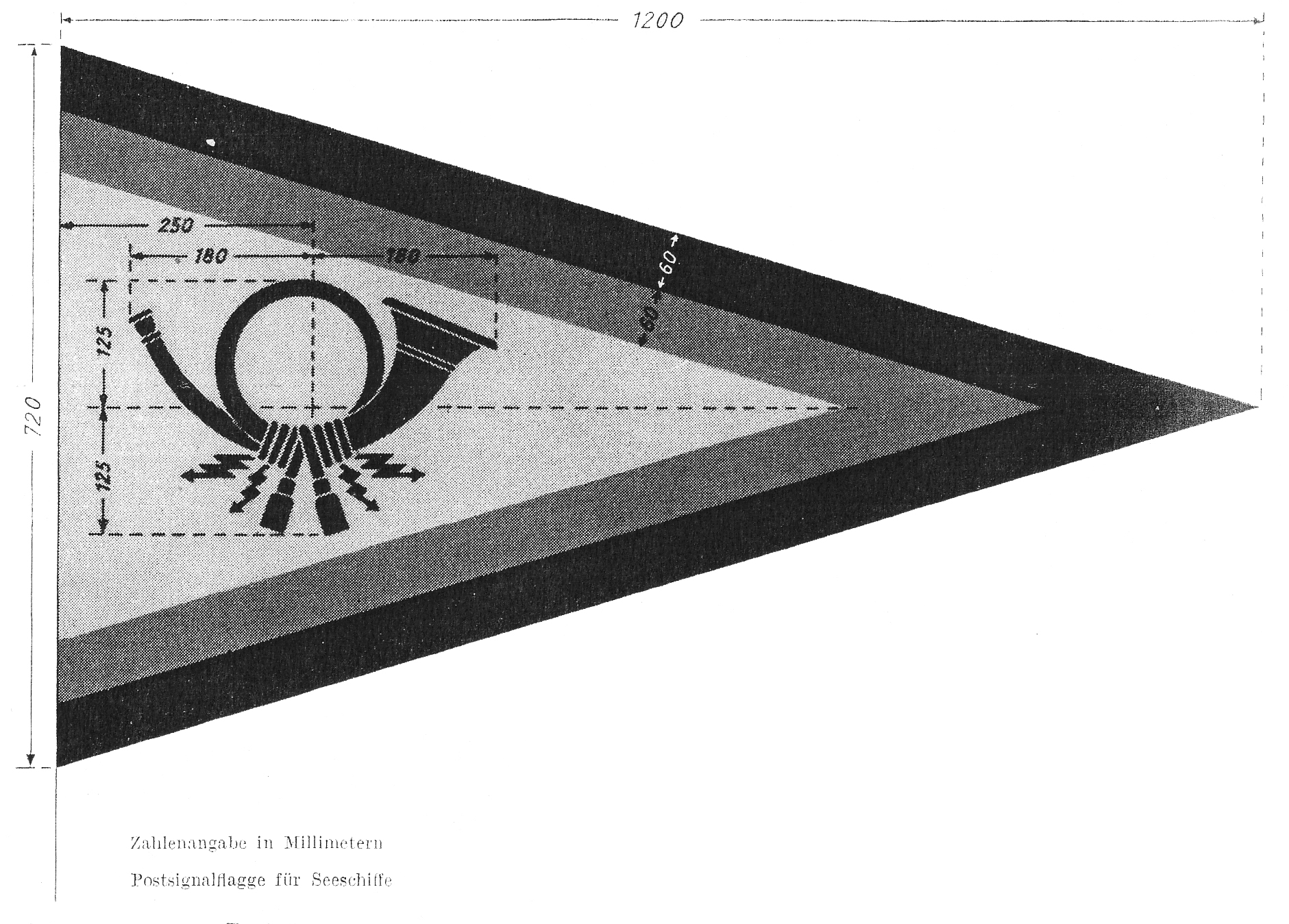
Zeichnung mit Maßangaben in mm
Postsignalflagge für Seeschiffe

## Vergleich zur Dienstflagge der Deutschen Post der DDR
Die Dienstflagge der Deutschen Post der DDR leitete sich zwischen 1955 und 1973 ebenfalls von der Reichspostflagge ab. Im Gegensatz zur Bundespostflagge waren die drei Streifen gleich breit. Mit der Flaggenverordnung vom 3. Januar 1973 wurden die Dienstflaggen der Deutschen Post zum 30. April 1973 abgeschafft.

Dienstflagge der Deutschen Post der DDR von 1947 bis 1955 im Bereich der Zentralverwaltung und Oberpostdirektionen. Wurde als Kfz-Flagge verwendet, sofern die Fahrzeuge keinen gelben Farbanstrich besaßen.[6]
Dienstwimpel im Bereich der Postämter von 1947 bis 1955 (nur als Kfz-Wimpel)
Dienstflagge der Deutschen Post der Deutschen Demokratischen Republik, 3:5,   1955 bis 1973.[7]